# Lancia impunctella
Lancia impunctella là một loài bướm đêm trong họ Crambidae.